# Толстый Лес (станция)
Толстый Лес (укр. Товстий Ліс) — закрытая промежуточная железнодорожная станция 5 класса Юго-Западной железной дороги на линии Чернигов—Овруч, расположенная между упразднёнными сёлами Толстый Лес и Кливины. Станция названа по названию села Толстый Лес.

## История
Станция была открыта в 1930 году в составе ж/д линии Чернигов—Овруч. Так как расположена в лесу вне населенных пунктов, станция сообщается автодорогой с ныне упразднёнными сёлами Лубянка и Бовище, что расположены южнее. В районе станции в 1942 было место сбора разведгруппы Медведева.По состоянию местности на 1986 год: на топографической карте лист М-35-024 станция обозначена. Закрыта после Аварии на ЧАЭС 1986 года. В селе была расположена Свято Воскресенская церковь казацкого барокко.

## Общие сведения
Часть путей и платформы разобраны. Было здание вокзала (сейчас развалины) и осуществлялась продажа билетов на поезда местного и дальнего следования.

## Пассажирское сообщение
Станция закрыта.